# Derg
```
   [[Categoria:Estados extintos da África|
ye-Hebratasabʼāwit Ītyōṗṗyā Gizéyāwi Watādarāwi Mangeśt
 (em 
Amárico
), 21 de março de 1975]]
```

O Derg (em amárico: ደርግ) ou Dergue foi uma junta militar comunista que chegou ao poder na Etiópia após a deposição de Haile Selassie I. Derg, que significa “comitê” ou “conselho” em ge’ez é a forma abreviada do nome do “Comitê de Coordenação das Forças Armadas, Polícia e Exército Territorial”, um comitê de oficiais militares que governou o país de 1974 a 1987.
Entre 1975 e 1987, o Derg executou e prendeu dezenas de milhares de seus oponentes sem julgamentos.

## Formação e desenvolvimento
O Comitê de Coordenação das Forças Armadas, Polícia e Exército Territorial, ou Derg (“comitê” em ge’ez) foi oficialmente anunciado no dia 28 de junho de 1974 por um grupo de oficiais militares para que fosse mantida a lei marcial e a ordem devido à fraqueza do governo civil após os motins generalizados das forças armadas da Etiópia em princípios daquele ano. Seus membros não estavam diretamente envolvidos naqueles motins (até onde se sabe atualmente), tampouco este foi o primeiro comitê militar organizado com o apoio da administração do primeiro-ministro Endelkachew Makonnen: Além Zewde Tessema havia estabelecido o Comitê Coordenado das Forças Armadas no dia 23 de março. No entanto, nos meses seguintes radicais no exército etíope começaram a acreditar que ele estava agindo pelos interesses da odiada aristocracia e quando um grupo de pessoas notáveis pediu pela libertação de um número de ministros e oficiais do governo que estavam detidos por corrupção e outros crimes, três dias depois o Derg foi anunciado.
O Derg, que originalmente consistia de soldados da capital, ampliou seu número de membros incluindo representantes de todas as 40 unidades do exército etíope, Guarda Imperial, polícia, Exército Territorial, marinha e da força aérea: cada unidade era esperada para enviar três representantes, que deveriam ser soldados rasos, suboficiais e oficiais inferiores até o posto de major. De acordo com Bahru Zewde, “os oficiais superiores foram considerados muito comprometidos devido à ligação íntima com o regime.”  Alega-se comumente que o Derg consistia de 120 soldados, uma declaração que ganhou ampla aceitação devido à habitual discrição do Derg em seus primeiros anos, entretanto Bahru Zewde nota que “na realidade, eles eram menos de 110”, e Aregawi Berhe menciona duas fontes diferentes que citavam 109 pessoas como sendo membros do Derg. Nenhum novo membro foi jamais admitido e o número diminuiu, especialmente nos primeiros anos, quando alguns membros foram expulsos ou mortos.
O comitê elegeu o Major Mengistu Haile Mariam como seu presidente e o major Atnafu Abate como o vice-presidente. O Derg inicialmente tinha como objetivo estudar as queixas das várias unidades militares e investigar abusos cometidos por oficiais superiores e o estado-maior e investigar casos de corrupção no exército.
Nos meses após sua fundação, o poder do Derg cresceu consideravelmente. Em julho o Derg obteve importantes concessões do Imperador Haile Selassie, que incluíam o poder de deter não apenas oficiais militares, mas também funcionários do governo em todos os níveis. Logo, tanto o primeiro-ministro Tseshafi Taezaz Aklilu Habte-Wold quanto Endelkachew Makonnen, juntamente com a maior parte de seus gabinetes, a maioria dos governadores regionais, muitos oficiais militares e oficiais da Corte Imperial se encontravam presos. Em agosto, após a proposta de uma constituição que criava uma monarquia constitucional ter sido apresentada ao Imperador, o Derg deu início a um programa para desmantelar o governo imperial com o objetivo de prevenir mais acontecimentos nesta direção. O Derg depôs e aprisionou o Imperador no dia 12 de setembro de 1974.
No dia 15 de setembro, o comitê se renomeou como Conselho Militar Administrativo Provisório (CMAP) e tomou controle do governo. O Derg elegeu o Tenente Aman Andon, um líder militar muito popular com formação em Sandhurst, para ser seu presidente e chefe de estado interino até que o príncipe herdeiro Asfaw Wossen pudesse retornar de seu tratamento médico na Europa e assumir o trono como monarca constitucional. No entanto, o General Aman Andom entrou em disputa com os elementos radicais no Derg a respeito de uma nova ofensiva militar na Eritreia e a proposta de executar altos funcionários do antigo governo do Imperador. Após eliminar grupos leais a ele—os engenheiros, a Guarda Imperial e a Força Aérea—o Derg removeu o General Aman do poder e o executou, juntamente com alguns apoiadores e 60 funcionários do antigo governo Imperial no dia 24 de novembro de 1974. O Brigadeiro-General Tafari Benti se tornou o novo presidente do Derg e chefe de estado, com Mengistu e Atnafu Abate como seus dois vice-presidentes, com a posição de Tenentes-Coronéis. A monarquia foi formalmente abolida em maio de 1975 e o marxismo-leninismo foi proclamado como a ideologia do estado. O Imperador Haile Selassie morreu no dia 22 de agosto de 1975, enquanto seu médico pessoal estava ausente. Acredita-se comumente que Mengistu o tenha matado, quer ordenando a sua morte ou com suas próprias mãos.

## A liderança de Mengistu
Após conflitos internos que resultaram nas mortes do general Tafari Benti e muitos de seus apoiadores em novembro de 1977 e a eliminação e execução do Coronel Atnafu Abate, Mengistu ganhou a liderança incontestada do Derg. Em 1987 o Derg foi formalmente dissolvido e o país se tornou a República Democrática Popular da Etiópia (RDPE), com uma nova constituição. Muitos membros do Derg permaneceram em cargos importantes do governo e permaneceram como membros do Comitê Central e do Politburo do Partido dos Trabalhadores da Etiópia (PTE), que veio a ser a versão civil etíope dos Partidos Comunistas do Bloco Oriental. Mengistu se tornou o Secretário-Geral do PTE, presidente da RDPE, enquanto permanecia como comandante-em-chefe das Forças Armadas.

## Guerra Civil da Etiópia
O reinado do Derg na Etiópia é lembrado como sendo o responsável pelo surgimento da Guerra Civil da Etiópia. Este conflito começou como uma onda de violência extralegal entre 1975 e 1977 conhecida como o Terror Vermelho, quando o Derg brigava pela autoridade, primeiramente com vários grupos de oposição, e em seguida com uma variedade de grupos que brigavam pelo papel de partido de vanguarda. Embora violações aos direitos humanos tenham sido cometidas por ambos os lados, a grande maioria dos abusos contra civis e ações que levaram à fome foram perpetradas pelo governo.
Uma vez que o Derg havia conseguido ganhar a vitória sobre estes grupos e rechaçar uma invasão por parte da Somália em 1977, envolveu-se em uma guerra brutal entre o governo e grupos armados que incluíam guerrilhas que lutavam pela independência da Eritreia, rebeldes com base em Tigray (que incluíam a nascente Frente de Libertação do Povo Tigray) e outros grupos que iam desde a conservadora e pró-monarquista União Democrática Etíope à extrema esquerda do Partido Revolucionário do Povo Etíope. A Etiópia sob o comando do Derg se tornou o aliado mais próximo do Bloco Socialista na África e veio a ser um dos países mais bem armados da região como resultado do maciço auxílio militar vindo principalmente da União Soviética, Alemanha Oriental, Cuba e Coreia do Norte.
Durante o mesmo período, o Derg fez jus ao seu principal slogan “Terra ao Lavrador”, anunciando no dia 4 de março de 1975 um sistema de reforma agrária que “foi inequivocamente radical, até mesmo nos termos soviéticos e chineses; o programa nacionalizou toda a terra rural, aboliu a propriedade e colocou os camponeses no papel de impor todo o esquema.” Apesar de o Derg ter tido pouco apoio durante seu governo, este ato resultou em uma rara demonstração de apoio pela junta, como descrevem os Ottaways: “Durante uma maciça demonstração em Adis Abeba imediatamente após o anúncio, um grupo de estudantes rompeu as barreiras policiais e militares, subiu o muro e o escarpamento ao redor do palácio Menelik e abraçou o major Mengistu como o herói da reforma”. A maior parte da indústria e das empreiteiras urbanas privadas foi nacionalizada pelo Derg em 1975.
Entretanto, a má gestão, a corrupção e a hostilidade generalizada ao governo violento do Derg, se somaram aos efeitos devastadores da constante guerra com os movimentos guerrilheiros separatistas na Eritreia e Tigray, levando a uma queda drástica na produtividade geral de alimentos e riquezas. Em outubro de 1978, o Derg anunciou a Campanha Nacional de Desenvolvimento Revolucionário para mobilizar reservas humanas e materiais para transformar a economia, o que levou a um plano decenal (1984/85—1993/94) para expandir a produção agrícola e industrial, prevendo um aumento de 6,5% no PIB e um crescimento de 3,6% na renda per capita; ao invés disso a renda per capita caiu 0,8% durante este período. O especialista em fomes Alex de Waal observa que ainda que a fome que atacou o país em meados da década de 1980 seja comumente atribuída à seca, “uma investigação mais cuidadosa mostra que a seca generalizada ocorreu apenas alguns meses depois que a fome já estava em andamento.” Centenas de milhares fugiram da miséria econômica, alistamento militar e repressão política e foram viver em países vizinhos e por todo o Mundo ocidental, criando uma diáspora etíope pela primeira vez.

## Auxílio e controvérsia
A fome em meados da década de 1980 levou a situação da Etiópia à atenção mundial e inspirou atos de caridade nas nações ocidentais, notavelmente pelos concertos da Oxfam e Live Aid em julho de 1985. O dinheiro arrecadado foi, então, distribuído entre ONGs na Etiópia. Uma controvérsia surgiu quando foi revelado que algumas destas ONGs estavam sob o controle ou sob a influência do Derg e que parte do dinheiro da Oxfam e do Live Aid foi usada para financiar programas de reassentamento forçado, graças aos quais milhões de pessoas foram deslocadas e entre 50,000 e 100,000 foram mortas.

## O Fim do Derg

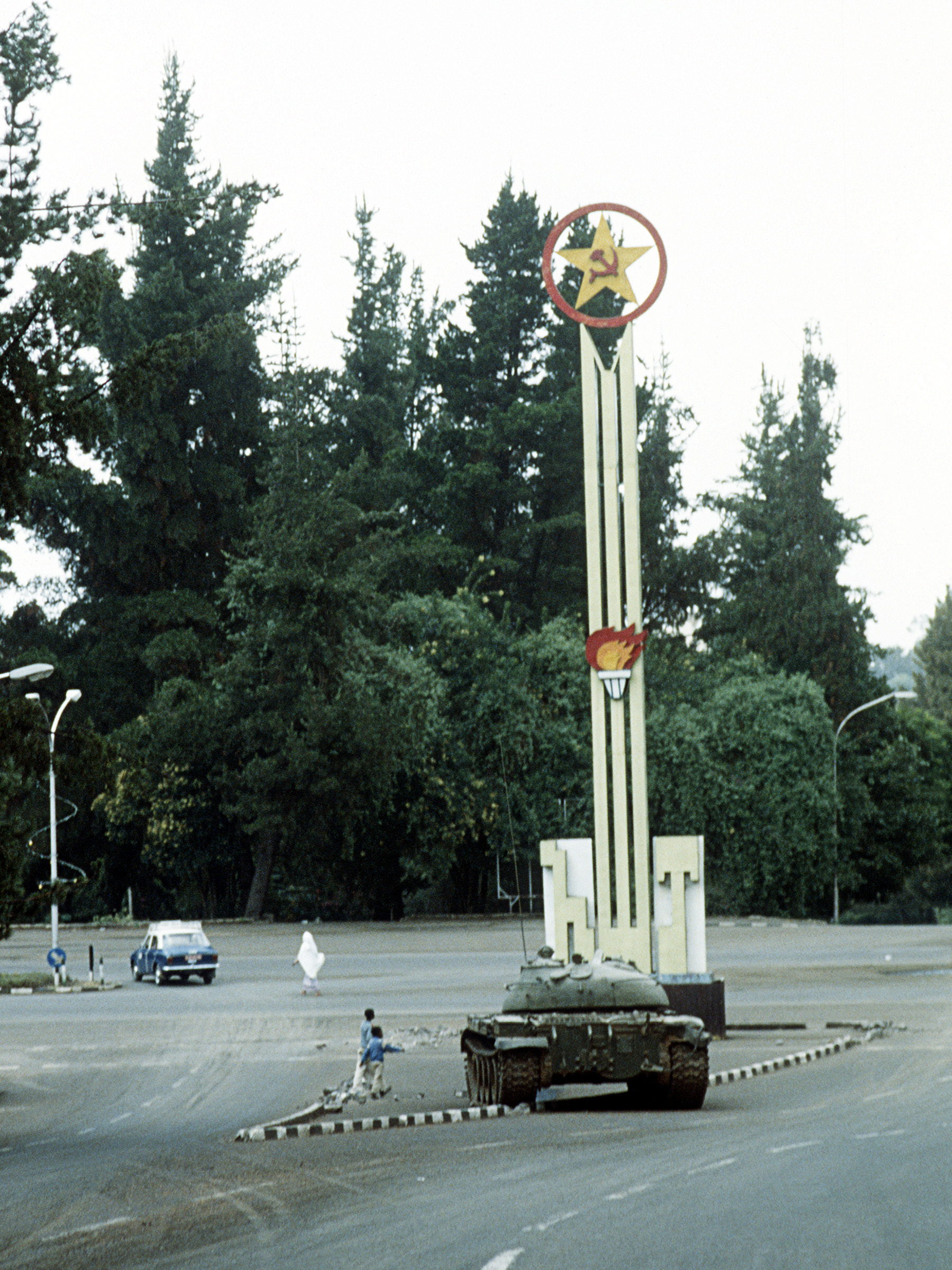
Tanques nas ruas de Adis Abeba após rebeldes terem capturado a capital

Apesar de o governo do Derg ter oficialmente chegado ao fim no dia 22 de fevereiro de 1987, três semanas após um referendo ter aprovado a constituição da RDPE, seu governo não foi dissolvido até o mês de setembro quando o novo governo estava plenamente em vigor e o Derg foi formalmente abolido. Assim, o líder Mengistu permaneceu no poder como o presidente do novo governo e os indivíduos sobreviventes, tais como Berhanu Bayeh e Legesse Asfaw foram atribuídos cargos poderosos sob seu governo.
O cenário geopolítico ficou desfavorável no final da década de 1980, com a União Soviética se retirando do comunismo mundial no âmbito da Glasnost e da Perestroika de Mikhail Gorbachov, o que marcou uma dramática redução no auxílio proveniente de países do Bloco Socialista. Isto resultou em mais privações econômicas, e pior, no colapso do exército em face de determinados ataques de forças guerrilheiras no norte. A União Soviética, à beira do colapso e da derrota na Guerra Fria, retirou totalmente o auxílio à RDPE em dezembro de 1990 e isto, juntamente com o colapso do comunismo no Bloco Oriental nas Revoluções de 1989, se mostrou como um duro golpe para a RDPE.
No final de janeiro de 1991, uma coalizão de forças rebeldes, a Frente Democrática Revolucionária do Povo Etíope (FDRPE) lançou a Operação Tewodros, que levou à captura de Gondar, a antiga capital; Bahar Dar e Dessie. Enquanto isso, a Frente de Libertação do Povo Eritreu ganhou o controle de todo o território da Eritreia, exceto Asmara e Assab, no sul. A União Soviética, atolada em seus distúrbios internos, não podia mais apoiar o Derg; ficou claro que o fim do Derg era apenas uma questão de quando, e não se. Nas palavras do ex-diplomata dos EUA Paul B. Henze, “Quando sua ruína se tornou iminente, Mengistu alternou entre a promessa de resistir até o fim e sugerir que ele poderia seguir o exemplo do Imperador Tewodros e cometer suicídio.” Suas ações foram frenéticas: ele reuniu o Shengo, o parlamento etíope, para uma sessão de emergência e reorganizou seu gabinete, mas como Henze conclui “estas mudanças chegaram tarde demais para que tivessem algum efeito.” No dia 21 de maio, sob a alegação de que iria inspecionar tropas no sul da Etiópia, Mengistu fugiu do país para o Quênia, e então seguiu para o Zimbabwe, onde ele obteve asilo e reside ainda hoje. A FDRPE imediatamente debandou o PTE e prendeu quase todos os membros importantes do Derg pouco depois.
Em dezembro de 2006, 73 oficiais do Derg foram considerados culpados por genocídio. 34 pessoas estavam no tribunal, outros 14 morreram durante o longo processo e 25, incluindo Mengistu, foram julgados in absentia.